# Nemeura glauningi
Nemeura glauningi là một loài côn trùng trong họ Nemopteridae thuộc bộ Neuroptera. Loài này được Kolbe miêu tả năm 1901.